# David Griggs
Stanley David Griggs (Portland, 7 september 1939 – Earle, 17 juni 1989) was een Amerikaans ruimtevaarder. Griggs zijn eerste en enige ruimtevlucht was STS-51-D met de spaceshuttle Discovery en vond plaats op 12 april 1985. Tijdens de missie werden twee communicatiesatellieten in een baan rond de Aarde gebracht.
Griggs werd in 1978 geselecteerd als astronaut door de ruimtevaartorganisatie NASA. Tijdens zijn missie maakte hij één ruimtewandeling. Hij overleed in 1989 tijdens een vlucht met een North American T-6 Texan.